# Louvergny
Louvergny település Franciaországban, Ardennes megyében. Lakosainak száma 65 fő (2018. január 1.). Louvergny Chagny, Le Chesne, Lametz, Marquigny, Montgon, Omont, Sauville, Vendresse és Bairon-et-ses-Environs községekkel határos.

## Népesség
A település népességének változása:
| Lakosok száma | 140  | 111  | 95   | 90   | 75   | 77   | 75   | 67   | 66   | 65   |
|               | 1962 | 1968 | 1982 | 1990 | 1999 | 2008 | 2011 | 2013 | 2017 | 2018 |